# DHL
DHL es una empresa de logística internacional alemana que ofrece servicios de mensajería, entrega de paquetes y correo urgente, que es una división de la empresa de logística alemana Deutsche Post. El grupo de empresas entrega más de 1.600 millones de paquetes al año y su sede principal está en Bonn, Alemania.

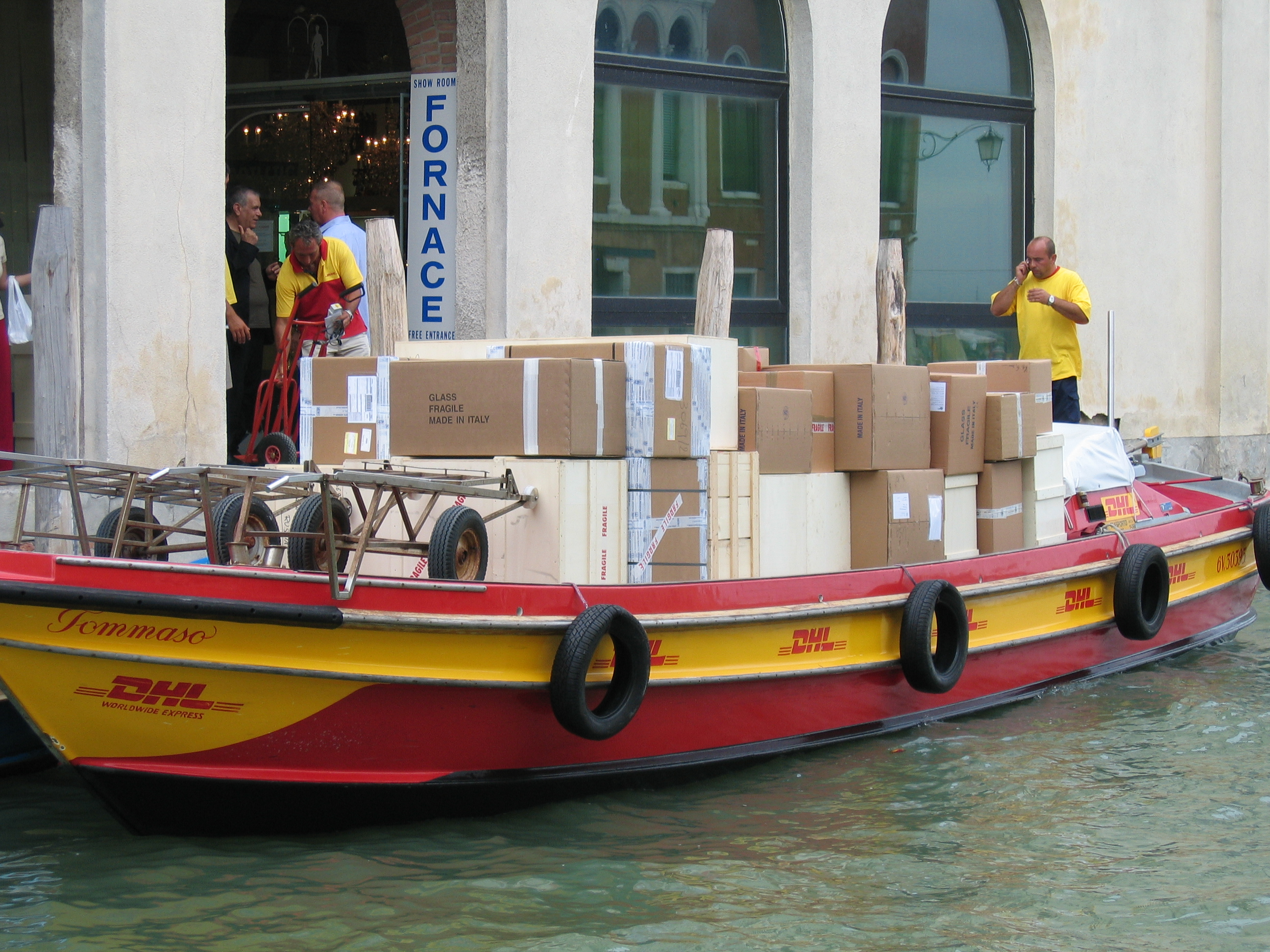
Barco de DHL en Venecia, Italia.

La propia empresa DHL fue fundada en San Francisco, Estados Unidos, en 1969 y expandió su servicio por todo el mundo a finales de la década de 1970. En 1979, bajo el nombre de DHL Air Cargo, la compañía ingresó a las islas hawaianas con un servicio de carga interinsular utilizando dos aviones DC-3 y cuatro DC-6. Adrian Dalsey y Larry Hillblom supervisaron personalmente las operaciones diarias hasta que su eventual quiebra cerró las puertas en 1983. En su apogeo, DHL Air Cargo empleó a poco más de 100 trabajadores, gerentes y pilotos.
La empresa estaba principalmente interesada en las entregas en ultramar o intercontinentales, pero el éxito de FedEx impulsó su propia expansión dentro de los EE. UU. a partir de 1983.
En 1998, Deutsche Post comenzó a adquirir acciones de DHL. Alcanzó una participación mayoritaria en 2001 y adquirió todas las acciones en circulación en diciembre de 2002. Luego, la compañía absorbió a DHL en su división Express, mientras expandía el uso de la marca DHL a otras divisiones, unidades comerciales y subsidiarias de Deutsche Post. Hoy, DHL Express comparte su marca DHL con unidades comerciales como DHL Danzas Air & Ocean y Cadena de suministro de DHL. Ganó un punto de apoyo en los Estados Unidos cuando adquirió Airborne Express.
Los resultados financieros de DHL Express se publican en el informe anual de Deutsche Post AG. En 2016, los ingresos de esta división aumentaron un 2,7% hasta los 14.000 millones de euros. Los beneficios antes de intereses e impuestos (EBIT) aumentaron un 11,3 % con respecto a 2015 hasta los 1.500 millones de euros.

## Historia
Al comienzo de la adopción masiva de contenedores para el tráfico marítimo de bienes en la década de 1960 los servicios de correo, en su mayoría monopolios, eran poco eficientes. Los documentos de carga asociados a los contenidos de los contenedores, frecuentemente viajaban también por barco, por lo que  llegaban después que la carga originando acumulación de contenedores en los puertos. 
Entre los tres fundadores, tuvieron la idea de entregar la documentación de embarque anticipadamente, por avión, desde San Francisco a Honolulu. De esta forma, los trámites aduaneros podían empezar antes de que el barco llegara a puerto. El tiempo de descarga se reducía sustancialmente, con lo que los armadores ahorraban costes. Para realizar estos envíos, era frecuente que la empresa obsequiara pasajes aéreos a viajeros dispuestos a llevar consigo una valija de documentos de negocios. La idea fue el comienzo de una nueva industria, el servicio de envíos urgentes internacionales que en un comienzo fue apodado «Contrabando como servicio» (Smuggling as a service).
A partir de ahí, experimentó un gran desarrollo. En 1970, DHL se introdujo en la costa Este de los Estados Unidos y se expandió en el Pacífico en 1971. En 1974, estableció su primera oficina europea en Londres. Desde 1977, DHL ha estado presente en Oriente Medio y en 1978 abrió su primera oficina en Alemania.

## En la actualidad
Deutsche Post World Net es un operador logístico que tiene tres áreas de actividad:
- Correo: Bajo la marca Deutsche Post ofrece los servicios tradicionales de correos.
- Express-Logística: Con la marca DHL ofrece servicios de paquetería exprés y logística global.
- Finanzas: Postbank, una amplia gama de servicios financieros.

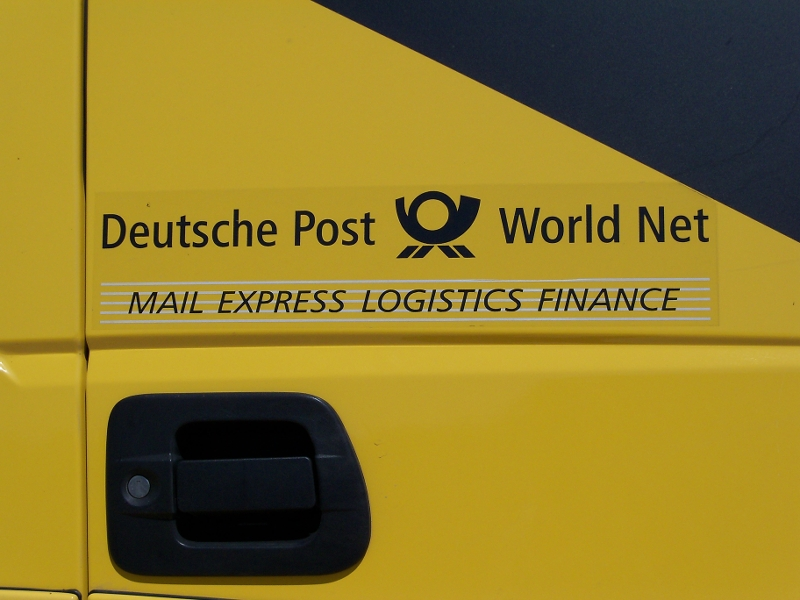
Logo de Deutsche Post World Net en un tráiler de DHL España.

Deutsche Post World Net cotiza en el Mercado de Valores de Fráncfort y está incluida en el índice DAX 30.
En 2005 adquirió Exel, compañía de logística de contratación, reforzando la división de logística de DHL.
DHL está formada por cuatro divisiones:
- DHL Express: Transporte exprés, paquetería y carga fraccionada nacional e internacional
- DHL Freight: Transportes terrestres europeos, cargas parciales y completas, servicios especiales y Aduanas.
- DHL Global Forwarding: Servicios internacionales de flete aéreo y marítimo y gestión de proyectos industriales.
- DHL Supply Chain: Logística de contratación, gestión de almacenes y distribución.

## Fórmula 1
DHL es el transportista de la Fórmula 1 desde 2004 y anteriormente había transportado algunas de las escuderías por más de 30 años. Todo esto implica llevar coches y equipos de un país a otro en pocos días, sobre todo teniendo en cuenta que las carreras ocurren algunas veces en fines de semana seguidos. Por ejemplo, tomó 36 horas y 7 aviones a un equipo de 30 personas para el transporte de las 400 toneladas de la Fórmula 1 desde Austin a Ciudad de México en 2015. Cada temporada de Fórmula 1, los equipos son transportados 160.000 km a través del mundo.
Desde 2007, DHL otorga el Trofeo DHL Vuelta rápida al piloto que más vueltas rápidas obtiene a lo largo de una temporada. Es una competencia muy cerrada en la que varias veces ha habido empate y se ha decidido por el número de segundas y terceras vueltas más rápidas.

## Cifras y datos

### División Express
- Oficina central: Bonn, Alemania.
- Chief Executive Officer: Ken Allen
- Envíos anuales: 850 millones aproximadamente.
- Destinos cubiertos: 120.000 en 220 países.
- Empleados: Aprox. 350.000.
- Vehículos: 82.000.
- Aviones: Boeing 757 (26), Boeing 767 (4) — noviembre de 2016.[14]
- Bases: 4400.
- Aeropuertos en los que opera: 550.
- Centros de distribución globales: Hong Kong, Leipzig, Baréin, Lagos, Cincinnati, Wilmington.

## División logística
Está presente en más de 220 países y territorios a nivel mundial. Cuenta con más de 148 000 empleados.
- Instalaciones: almacenes logísticos en más de 640 emplazamientos. Cerca de 700 centros de distribución, y más de 3 500 000 metros cuadrados de capacidad de almacenaje.

Producción (2005):
- Carga aérea: 2 380 000 toneladas.
- Carga marítima: 1 240 000 TEU.*

(*) TEU: unidad de carga equivalente a contenedores de 20 pies.

## Accidentes
- Un avión de DHL se vio involucrado en el accidente del Lago de Constanza que ocurrió el 1 de julio de 2002 cuando un Boeing 757 de la misma que llevaba carga desde Bérgamo a Bruselas colisionó con un chárter de Bashkirian Airlines en la frontera entre Alemania y Suiza causando la muerte de todos los pasajeros y tripulantes.[15]
- El 22 de noviembre de 2003 un Airbus A300B4 de carga operado por DHL resultó tocado en el ala izquierda por un misil antiaéreo portátil Strela-2 al despegar del aeropuerto de Bagdad, lo que hizo que perdiera sus sistemas hidráulicos. La tripulación logró aterrizar el avión mediante el ajuste de los controles de potencia individual de cada uno de los motores. El avión fue reparado y puesto a la venta pero hasta 2011 seguía estacionado en Bagdad sin haber sido vendido.[16]
- El 7 de abril de 2022, el Vuelo 7216 de DHL Aeroexpresso se estrelló en San José, Costa Rica, después de un aterrizaje de emergencia debido a un fallo hidráulico. Los dos miembros de la tripulación sobrevivieron sin lesiones.[17]